# Bernone di Reichenau
Bernone di Reichenau (in latino Berno Augiensis; Lorena, ... – Reichenau, 7 giugno 1048) è stato un abate e musicologo tedesco, nominato nel 1008 abate dell'abbazia di Reichenau.